# Colère divine (film)
Pour les articles homonymes, voir La Colère de Dieu et Colère divine.
Pour plus de détails, voir Fiche technique et Distribution.
Colère divine (titre original espagnol : La ira de Dios) est un thriller argentin réalisé par Sebastián Schindel (es) et sorti en 2022.
Le scénario est basé sur le roman La Mort lente de Luciana B. (La Muerte Lenta de Luciana B.) de Guillermo Martínez, publié en 2007.

## Trame
Luciana est impliquée dans une série de morts tragiques impliquant sa famille. Alors qu'elle commence à soupçonner que son patron pourrait être impliqué, Luciana doit essayer de garder en vie le dernier membre de la famille, sa sœur Valentina.

## Fiche technique
- Titre original : La ira de Dios
- Titre français : Colère divine
- Réalisation : Sebastián Schindel (es)
- Scénario :
- Photographie :
- Montage :
- Musique :
- Production :
- Sociétés de production :
- Pays de production : Argentine
- Langue originale : espagnol
- Format : couleur
- Genre : Thriller
- Durée : 97 minutes
- Dates de sortie[1] :
  - Netflix : 15 juin 2022

## Distribution
- Diego Peretti (es) : Kloster
- Juan Minujín : Esteban Rey
- Macarena Achaga : Luciana B
- Mónica Antonópulos (es) : Mercedes
- Guillermo Arengo (es) : Padre
- Romina Pinto : Madre
- Pedro Merlo : Bruno
- Santiago Achaga (es) : Ramiro
- Ornella D'Elia (es) : Valentina Blanco
- Pablo Lapa : Barrios
- Lisandro Fiks : Fiscal
- Pablo Pinto : Presidiario
- Tessa Stokes : Valentina (voix)

## Sortie
Le film est sorti sur la plateforme Netflix le 15 juin 2022.

## Récompenses et distinctions
- (en) Colère divine: Awards, sur l'Internet Movie Database